# Steiff

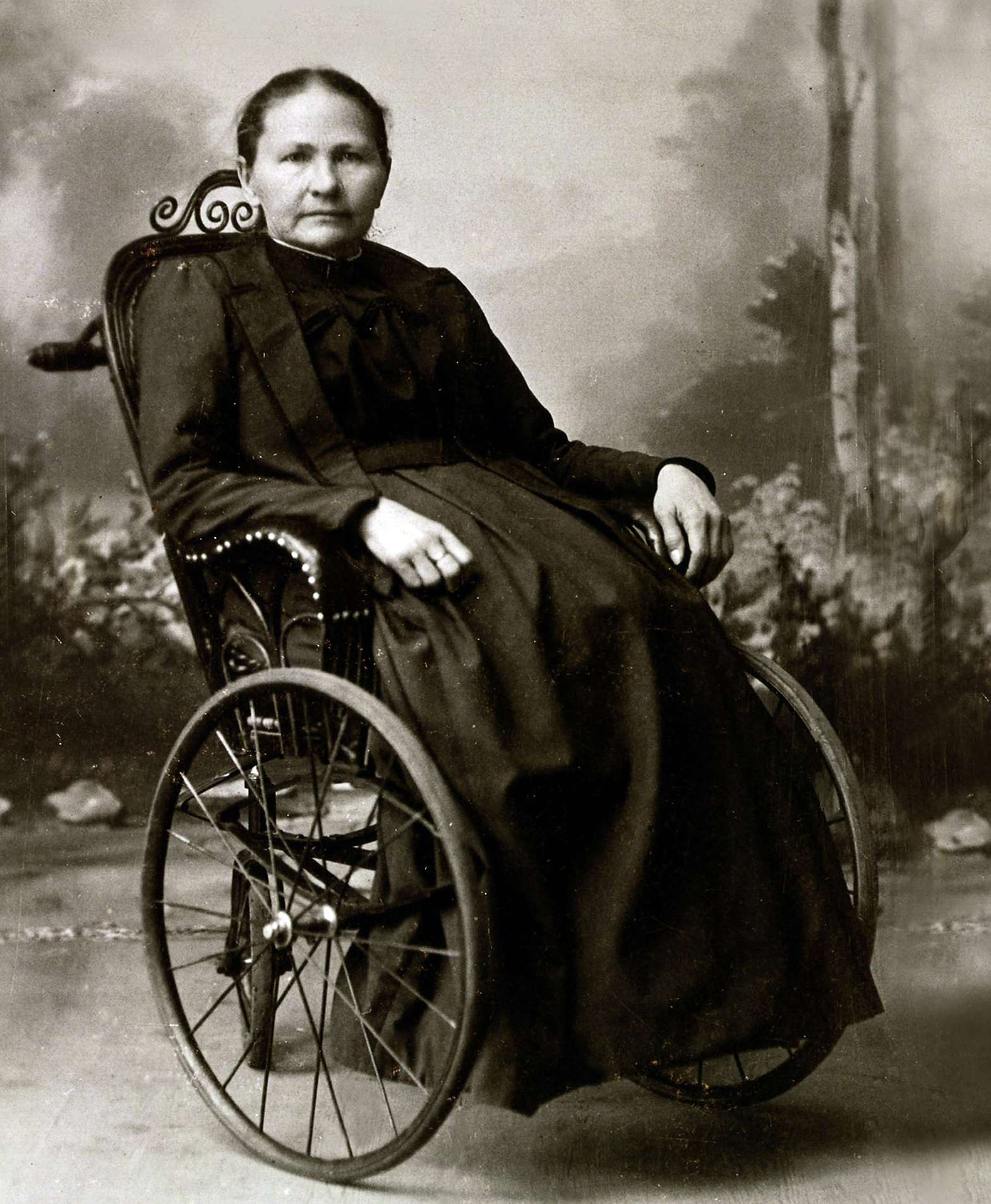
Margarete Steiff

Steiff es una empresa de juguetes de peluche con sede en Alemania, fundada en 1880, con sede en Giengen, Alemania. La empresa afirma haber fabricado el primer osito de peluche fabricado en fábrica del mundo.

## Historia
Steiff fue fundada en 1880 por Margarete Steiff, una costurera. Comenzó a fabricar elefantes de tela que se vendían en su tienda como alfileteros. Sin embargo, los niños empezaron a jugar con ellos y, en los años siguientes, diseñó muchos otros juguetes para niños con temas de animales, como monos, burros, caballos, camellos, cerdos, ratones, perros, gatos, conejos y jirafas.
En 1893, se fundó la fábrica de fieltro de Margarete en Giengen, Alemania. En 1895, los primeros productos Steiff que se vendieron fuera de Alemania se vendieron en Harrods en Londres, Inglaterra.

### Los primeros osos de peluche de Steiff
En 1897, el sobrino de Margarete, Richard Steiff, se unió a la empresa y le dio un gran impulso al crear animales de peluche a partir de dibujos hechos en el zoológico. Richard asistió a la Escuela de Artes Aplicadas en Stuttgart y estudió en Inglaterra. Él diseñó el primer oso de peluche del mundo con brazos y piernas móviles, conocido como "55 PB".

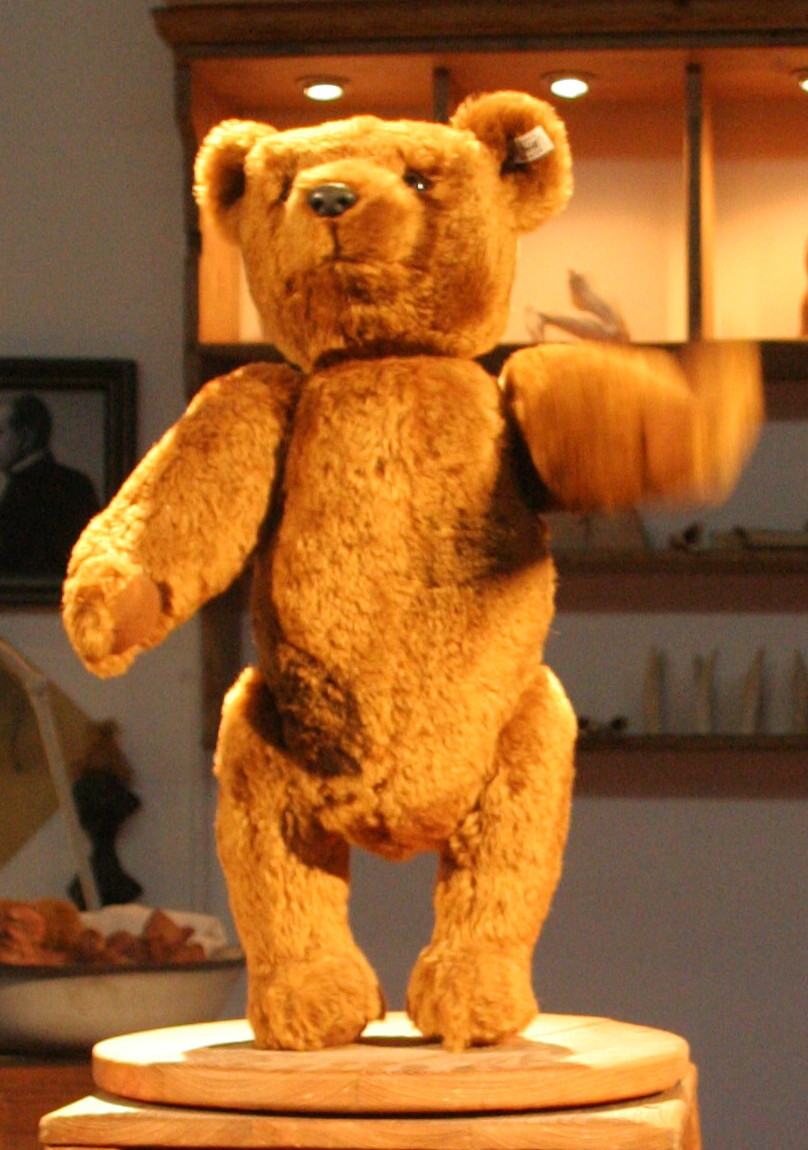
Una réplica de un modelo Steiff 55PB, el primer oso Steiff; Museo Steiff Giengen, Alemania, 2006. No se conocen ejemplares originales que sobrevivan.

En 1903, un comprador de Estados Unidos hizo un pedido de 3000 piezas después de que comenzara la locura por los "osos de peluche" debido a una caricatura popular del presidente Theodore "Teddy" Roosevelt y un cachorro en The Washington Post en 1902.
En 1907, Steiff fabricó 974.000 osos y la empresa ha ido aumentando su producción desde entonces.

### Ositos de peluche del Titanic
En 1912, tras el desastre del Titanic que dejó a Gran Bretaña de luto, un minorista de juguetes británico encargó ositos de peluche negros de Steiff para consolar al público. No se vendieron muy bien y la producción se detuvo pronto; solo se fabricaron 494 en cinco tamaños diferentes. Hoy en día, son muy codiciados por los coleccionistas debido a su relevancia histórica y escasez.

### Crecimiento de la empresa hasta la actualidad
En 1909, cuando Margarete murió de neumonía, Richard continuó con el legado de su tía y amplió aún más la línea de juguetes y peluches. También se convirtió en el mayor accionista de la empresa.
En 1925, la empresa Steiff comenzó a utilizar la producción en cadena de montaje para satisfacer la alta demanda. En 1931, Steiff se asoció con Disney para fabricar los conocidos personajes de Disney.
En la década de 1960, Steiff era conocido como el mayor fabricante de juguetes de peluche del mundo. En 1968, según Time, la empresa tenía 2.100 empleados y generaba 14 millones de dólares anuales.
En 1980 se inauguró el Museo Steiff en Giengen. Este evento marcó el centenario de la empresa.
En 2017, Steiff tuvo ingresos de 45 millones de euros, o 51 millones de dólares según el tipo de cambio promedio del año.

### Ositos de peluche de lujo
En 2008, Steiff lanzó una edición limitada de un osito de peluche de Karl Lagerfeld con un precio de 1.000 euros. En 2018, Steiff y Tiffany & Co. colaboraron para ofrecer un oso de peluche de lujo. El osito de peluche de mohair de 10,5 pulgadas y color caramelo se vendió por 375 dólares.

### Subastas notables
Los osos de peluche Steiff antiguos son muy apreciados por los coleccionistas y, según el tipo, pueden alcanzar sumas significativas en subasta. En una subasta de 1994, el Steiff "Teddy Girl" fabricado en 1904 se vendió por un récord de 165.000 dólares.
En 2000, un oso de peluche Steiff Louis Vuitton, con ojos de zafiro y diamantes, y con piezas de oro, se vendió en una subasta en Mónaco por 2,1 millones de dólares.
En mayo de 2001, en una subasta de osos de peluche antiguos de Christie's en Londres, se puso a la venta un par de osos de peluche Steiff fabricados en 1908 con un valor estimado de unos 20.000 dólares.
En diciembre de 2002, "Edwin", un osito de peluche Steiff de 5 pulgadas que acompañó a un soldado británico, Percy Kynnersley-Baddlely, muerto en la Batalla del Somme en 1916, se vendió por 4230 libras esterlinas.
En 2010, un osito de peluche Arlequín de Steiff de 1925 se vendió en una subasta de Christie's en Londres por 46.850 libras esterlinas.

## Artesanía
El lema de la empresa Steiff, tal y como lo expresa Margarete Steiff, es "Solo lo mejor es lo suficientemente bueno para los niños". La empresa utiliza fibras naturales como el mohair en sus productos. Los productos Steiff están sujetos a pruebas e inspecciones meticulosas. Deben ser muy resistentes al fuego y, entre otras cosas, las piezas más pequeñas, como los ojos, deben poder resistir una tensión, un desgaste y un desgarro considerables. Gran parte del trabajo se realiza a mano. Se necesitan de ocho a doce meses de capacitación para que una costurera desarrolle las habilidades necesarias para fabricar osos Steiff que cumplan con los estrictos estándares de calidad de la empresa.
La icónica etiqueta con el "botón en la oreja" fue ideada en 1904 por el sobrino de Margarete, Franz, para evitar que las falsificaciones se hicieran pasar por juguetes Steiff auténticos. Está hecha de metal. El botón todavía se usa para distinguir los juguetes auténticos de Steiff de las falsificaciones. La etiqueta originalmente tenía el símbolo de un elefante, y luego fue reemplazado por el nombre "Steiff".